# Vaux-sur-Saint-Urbain
Vaux-sur-Saint-Urbain település Franciaországban, Haute-Marne megyében. Lakosainak száma 56 fő (2022. január 1.). Vaux-sur-Saint-Urbain Domremy-Landéville, Donjeux, Doulaincourt-Saucourt és Saint-Urbain-Maconcourt községekkel határos.

## Népesség
A település népessége az elmúlt években az alábbi módon változott:
| Lakosok száma | 83   | 67   | 55   | 52   | 60   | 57   | 57   | 56   | 55   | 56   |
|               | 1968 | 1982 | 1990 | 2006 | 2013 | 2015 | 2017 | 2019 | 2020 | 2022 |